# ترنس ویلیامز
ترنس ویلیامز (انگلیسی: Terrence Williams؛ زادهٔ ۲۸ ژوئن ۱۹۸۷) بازیکن بسکتبال اهل ایالات متحده آمریکا است.
از باشگاه‌هایی که در آن بازی کرده‌است می‌توان به هیوستون راکتس، بوستون سلتیکس، و ساکرامنتو کینگز اشاره کرد.

## محکومیت به حبس
ویلیامز به جرم کلاهبرداری از شرکت بیمه، در دادگاه محکوم شد و او همچنین موظف است ۲.۵ میلیون دلار به صندوق سلامت و رفاه بازیکنان NBA بپردازد. ویلیامز از ماه مه ۲۰۲۲ در زندان بروکلین به سر می‌برد و بر اساس حکم جدید باید ۱۰ سال را در زندان بماند.